# Méricourt-en-Vimeu
Méricourt-en-Vimeu é uma comuna francesa na região administrativa de Altos da França, no departamento de Somme. Estende-se por uma área de 3,31 km². Em 2010 a comuna tinha 103 habitantes (densidade: 31,1 hab./km²).